# Élie Klimos
Élie Klimos, né en 1955 à Beyrouth, est un dessinateur de bande dessinée français.

## Œuvre

### Albums
- Celadon Run, t. 1 : Les yeux de Tracy Night (dessin), avec Erik Arnoux (scénario), Glénat, coll. « Bulle Noire », 1998  (ISBN 2-7234-2445-6).
- Le Parfum des cèdres, t. 1 : Le sang d'Adonis, Glénat, coll. « Vécu », 1997  (ISBN 2-7234-2238-0).
- Timon des Blés (dessin), avec Daniel Bardet (scénario), Glénat, coll. « Vécu » :

5. La Mouette, 1992  (ISBN 2-7234-1473-6).
6. Patriote, 1993  (ISBN 2-7234-1627-5).
7. Le Mont-Libre, 1994  (ISBN 2-7234-1728-X).
8. Le P'tit Roi, 1995  (ISBN 2-7234-1908-8).